# Салон Кити
Салонът „Кити“, или Салон на Кити, е най-известното кабаре и публичен дом от 1930-те години в Берлин, кв. Шарлотенбург, ул. „Гийзербрехтщрасе“ (Giesebrechtstraße) 11, 3 етаж.
Бил е натъпкан с подслушвателна апартура от СД, понеже сред известните му посетители са редица чуждестранни военни аташета, дипломати, висши държавни служители, политици, банкери, индустриалци.
Формално съдържателка на заведението е Кити Шмит, но фактически салонът е под контрола на разузнаването. Над 20 от момичетата, работещи в салона на Кити, са вербувани от германското политическо разузнаване.
Разузнавателната и оперативна дейност по Салона на Кити се води от Валтер Шеленберг под прякото ръководство на Райнхард Хайдрих. Шеленберг се шегува в своите мемоари, че прекият му ръководител обичал често да „инспектира“ салона (както той се изразявал), при които инспекции задължително трябвало да се изключва подслушвателната апаратура. Веднъж обаче Шеленберг забравил да изпълни задължителната инструкция при инспекция на Хайдрих и шефът му много се ядосал.
По историята на салона Кити е създаден сценарият на култовия еротични филми на 20 век - „Салон Кити“ (1976) на италианския сценарист и режисьор Тинто Брас.